# Lambula rothschildi
Lambula rothschildi är en fjärilsart som beskrevs av Max Wilhelm Karl Draudt 1914. Lambula rothschildi ingår i släktet Lambula och familjen björnspinnare. Inga underarter finns listade i Catalogue of Life.